# Artem Tyščenko
Artem Tyščenko (in ucraino Артем Тищенко?; Žovtneve, 22 dicembre 1993) è un biatleta ucraino.

## Biografia
Tyščenko ha debuttato in campo internazionale in occasione dei Mondiali juniores di Kontiolahti 2012; in Coppa del Mondo ha esordito il 17 gennaio 2014 nella sprint di Anterselva (90º) e ha ottenuto il primo podio nella staffetta mista individuale del 6 febbraio 2015 a Nové Město na Moravě (3º). Al debutto iridato, Kontiolahti 2015, è stato 60º nell'individuale; ai XXIII Giochi olimpici invernali di Pyeongchang 2018, sua prima presenza olimpica, si è classificato 29º nell'individuale, ai Mondiali di Oberhof 2023 si è piazzato 12º nell'individuale e a quelli di Lenzerheide 2025 è stato 36º nell'individuale.

## Palmarès

### Coppa del Mondo
- Miglior piazzamento in classifica generale: 60º nel 2015
- 3 podi (a squadre):
  - 3 terzi posti